# HR 5183 b

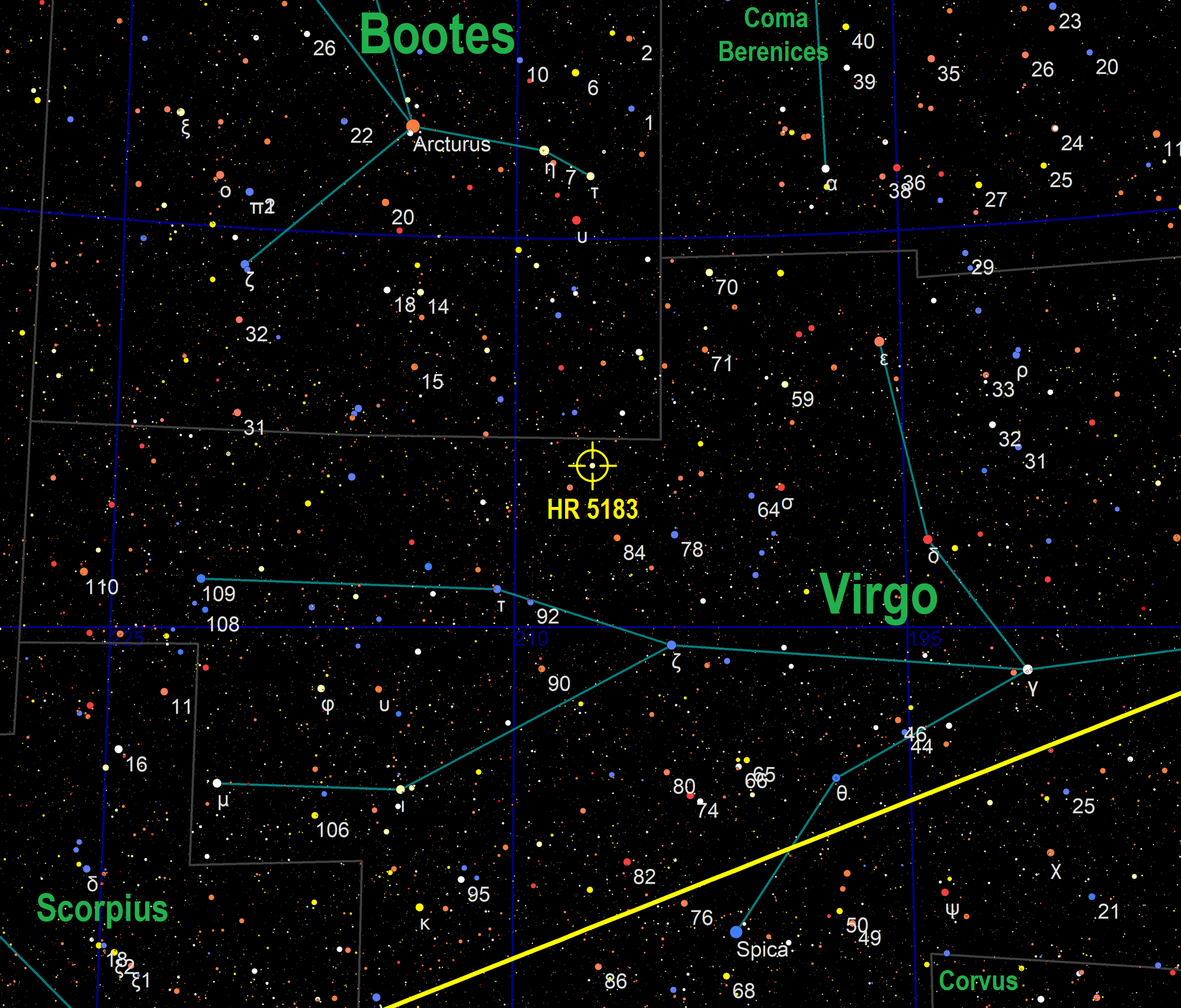
Starmap hiển thị vị trí của ngôi sao độ lớn 6.3 HR 5183 trong chòm sao Xử Nữ

HR 5183 b là một Hành tinh ngoài hệ Mặt Trời nằm cách xa 102,7 năm ánh sáng trong chòm sao Xử Nữ quay quanh ngôi sao HR 5183. Khối lượng của nó bằng 3 lần Khối lượng Sao Mộc. Nó có quỹ đạo bị lệch lớn (e≃0.84), đưa nó từ trong quỹ đạo của Sao Mộc vượt ra ngoài quỹ đạo của Sao Hải Vương. Nó được phát hiện vào năm 2019 dựa trên hai thập kỷ quan sát vận tốc xuyên tâm.